# 裕時悠示
裕時 悠示（ゆうじ ゆうじ）は、日本のライトノベル作家、漫画原作者である。富山県出身。

## 略歴
第2回GA文庫大賞（ソフトバンククリエイティブ主催）において、『イツカカカセオ!』で優秀賞を受賞し、受賞作を『踊る星降るレネシクル』に改題して、2010年にGA文庫からデビューした。2011年2月からGA文庫より『俺の彼女と幼なじみが修羅場すぎる』を刊行し、2013年にアニメ化されている。なお、第10話「夏合宿の会議で修羅場」には裕時自身が脚本を執筆している。
YouTube上で漫画の考察・解説をする動画、ライフハック系の動画、エンジェルネコオカやセカイノフシギなどのチャンネルが投稿している動画などをみていたことがきっかけとなって、YouTubeチャンネル「ラノベ作家が何かをさけぶ。」での投稿活動を始めた。

## 人物
- 声優の斎藤千和の大ファンとして有名[4]。
- 筆名の由来は『ストライクウィッチーズ』に登場するフランチェスカ・ルッキーニの鳴き声をもじったもの。

## 作品リスト
- 『踊る星降るレネシクル』（イラスト：たかやKi、GA文庫〈SBクリエイティブ〉、全7巻）
- 『俺の彼女と幼なじみが修羅場すぎる』（イラスト：るろお、GA文庫〈SBクリエイティブ〉、全19巻）
- 『29とJK』（イラスト：Yan-Yam、GA文庫〈SBクリエイティブ〉、全8巻）
- 『高3で免許を取った。可愛くない後輩と夏旅するハメになった。』（イラスト：成海七海、GA文庫〈SBクリエイティブ〉、既刊1巻）[5]
- 『S級学園の自称「普通」、可愛すぎる彼女たちにグイグイ来られてバレバレです。』（イラスト：藤真拓哉、講談社ラノベ文庫〈講談社〉、既刊2巻）
- 『99回断罪されたループ令嬢ですが今世は「超絶愛されモード」ですって!? 〜真の力に目覚めて始まる100回目の人生〜』（イラスト：ひだかなみ、DREノベルス〈ドリコム〉、既刊4巻）
- 『彼女にしたい女子一位、の隣で見つけたあまりちゃん』（イラスト：たん旦、角川スニーカー文庫〈KADOKAWA〉、既刊2巻）

### アンソロジーノベル
- 『僕は友達が少ない ゆにばーす』（原作：平坂読、MF文庫J〈メディアファクトリー〉）
- 『やはり俺の青春ラブコメはまちがっている。アンソロジー 1 雪乃side』（原作：渡航、ガガガ文庫〈小学館〉）[6]

### 漫画原作
- 『小5な彼女とオトナの愛』（作画：睦茸、『月刊ビッグガンガン』2016年Vol.05 - 2018年Vol.10）